# Union College
Union College är ett amerikanskt privat college som ligger i Schenectady, delstaten New York och hade 2 242 undergraduate students för 2014.
Colleget grundades 1795 och var då ett utbildningsinstitution för enbart manliga studenter. Förbudet mot kvinnliga studenter fick sitt slut 1970.
Studenter tävlar med 26 collegelag i olika idrotter via deras idrottsförening Union Dutchmen/Dutchwomen.

## Alumner
Antropologer
- Lewis H. Morgan

Diplomater
- John Bigelow

Fotografer
- Edward S. Curtis

Fysiker
- David Haviland

Företagsledare
- Leonard Jerome

Författare
- Edward Bellamy
- Henry James

Geologer
- Henry R. Schoolcraft

Idrottare
- Daniel Carr
- Spencer Foo
- Shayne Gostisbehere
- Collin Graf
- Troy Grosenick
- Josh Jooris
- Keith Kinkaid
- Sam Morton
- Mike Vecchione
- Jeremy Welsh

Ingenjörer
- George Westinghouse

Journalister
- Howard Simons

Kemister
- Charles Goodyear

Medicinforskare
- Baruch S. Blumberg

Militärer
- Henry Halleck

Paleontologer
- John Ostrom

Politiker/offentlig förvaltning
- Neil Abercrombie
- Chester A. Arthur
- James A. Bayard, Jr.
- Austin Blair
- Sidney Breese
- Joseph M. Carey
- Jimmy Carter
- Aaron Clark
- George W. Clarke
- John Gary Evans
- Frank B. Gary
- William L. Greenly
- Ira Harris
- John F. Hartranft
- John T. Hoffman
- Charles J. Jenkins
- Robert K. Killian
- Preston King
- Randy Kuhl
- Warner Miller
- Algernon Paddock
- John Pettit
- Augustus Seymour Porter
- Ridgley C. Powers
- Joseph E. Ransdell
- George Reid
- Alexander H. Rice
- William H. Seward
- John Canfield Spencer
- David Stewart
- Nathaniel P. Tallmadge
- John W. Taylor
- Robert Toombs
- Albert Smith White
- John L. Wilson

Präster
- Hannibal Goodwin

Skådespelare
- Jeffrey DeMunn
- John Howard Payne
- Phil Alden Robinson
- Chris Sheridan

Sociologer
- Franklin Henry Giddings